# 金海西部警察署
金海西部警察署（キメソブけいさつしょ）は、慶南地方警察庁所管の警察署である。

## 管轄区域
- 金海市のうち七山西部洞、長有1洞、長有2洞、長有3洞、進永邑、進礼面、酒泉面、翰林面

## 沿革
- 2008年12月30日 - 金海警察署を金海中部警察署と金海西部警察署に分割させたことに伴い開所。

## 管轄地区隊
- 長有地区隊

## 管轄派出所
- 進永派出所
- 進礼派出所
- 酒泉派出所
- 翰林派出所